# Dai-Nippon Rengo Fujinkai
Dai-Nippon Rengo Fujinkai (Greater Japan Alliance of Women's Associations, Greater Japan Women's Association) var en kvinnoorganisation i Japan, grundad 1931.
Föreningens var ansluten till utbildningsministeriet före kriget. Med spridningen av den obligatoriska utbildningen blev "Moderföreningen" som bildades i varje grundskoledistrikt moderorgan och en rikstäckande organisation med främjande av hem- och skolundervisning. 
2 februari 1942 tvingades de tre kvinnoföreningarna Aikoku Fujinkai (Patriotic Women's Association, 1901–1942), Dai-Nippon Rengo Fujinkai (Greater Japan Alliance of Women's Associations, 1931–1942) och Dai-Nippon Kokubo Fujinkai (Greater Japan Women's Defence Association, 1932–1942), på regeringens order förenas och bilda Dai Nippon fujinkai.